# 李道熙
李道熙（1920年—2007年），是一名中国画家, 嘉州画派创始人之一，善于画羊和花鸟。曾任四川省文史馆员，北京书画院院士，嘉州画院、成都书画院、四川省书协顾问，中国美术家协会会员，有国务院特殊津贴待遇。2007年，李道熙因病去世。

## 生平
李道熙1920年出生在四川犍为。早年师从岭南派画家梁又铭，之后又在丰子恺、董寿平名下学习。1980年与李琼久共同发起中国第一个民间画院"嘉州画院"。李道熙的书画作品曾多次参加世界各地展览并获奖。生前为四川省文史馆员，北京书画院院士，嘉州画院、成都书画院、四川省书协顾问，中国美术家协会会员，享受国务院特殊津贴的专家。1989年，中央电视台《新闻联播》曾介绍他画羊的成就，并将他称为“吉羊老人”。